# Silke Wenzel

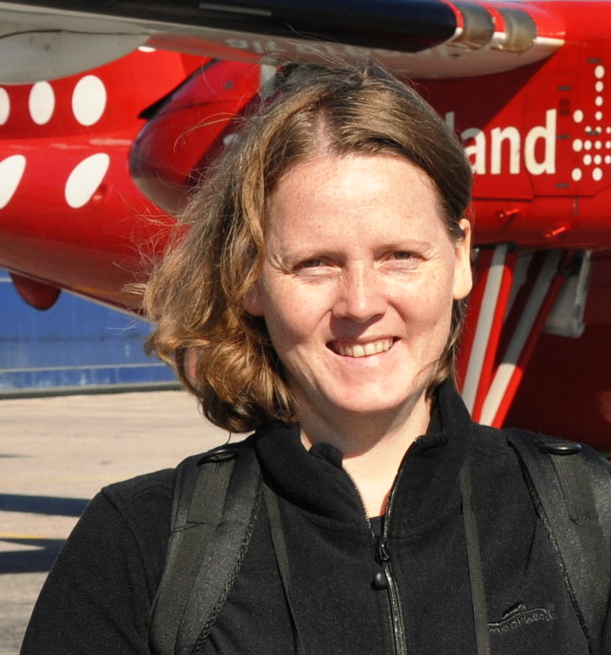
Silke Wenzel im August 2015

Silke Christine Wenzel (* 3. März 1977 in Kassel; † Februar 2019 in Saarbrücken) war eine deutsche Chemikerin. Sie forschte und lehrte an der Universität des Saarlandes (UdS) und am Helmholtz-Institut für Pharmazeutische Forschung Saarland (HIPS) in Saarbrücken.

## Leben
Silke Wenzel studierte von 1996 bis 2001 Chemie an der Universität Göttingen (Diplomarbeit am Institut für Organische Chemie in der Arbeitsgruppe von Axel Zeeck) und promovierte 2005 an der Technischen Universität Braunschweig zum Thema Biosynthese und Heterologe Expression von Naturstoffen aus Myxobakterien. Die Dissertation fertigte sie in der Arbeitsgruppe von Rolf Müller zunächst an der Gesellschaft für Biotechnologische Forschung (GBF) in Braunschweig an und vollendete ihre Arbeit nach einem Auslandsaufenthalt an der Oregon State University (Arbeitsgruppe Taifo Mahmud) am Institut für Pharmazeutische Biotechnologie an der Universität des Saarlandes. Die Doktorarbeit von Silke Wenzel wurde 2006 mit dem Förderpreis der Gesellschaft für Biotechnologische Forschung ausgezeichnet. Nach der Promotion begab sie sich 2007 mittels eines Feodor Lynen-Forschungsstipendiums der Alexander-von-Humboldt-Stiftung für einen Postdoc-Aufenthalt an die University of British Columbia in Vancouver. Danach kehrte sie 2008 nach Saarbrücken zurück und setzte ihre Forschungsarbeit als Wissenschaftlerin zunächst am Institut für Pharmazeutische Biotechnologie an der Universität des Saarlands und später am Helmholtz-Institut for Pharmazeutische Forschung Saarland, einem 2009 gegründeten Standort des Helmholtz-Zentrum für Infektionsforschung, in der Abteilung „Mikrobielle Naturstoffe“ von Rolf Müller fort.
Entsprechend einem Hinweis der Angehörigen auf ihrer ehemaligen Webseite ist Silke Wenzel im Februar 2019 verstorben.

## Wissenschaftliches Wirken
Die Forschungstätigkeit von Silke Wenzel zeichnet sich aus durch das interdisziplinäre Zusammenspiel von Methoden aus der Chemie, der Molekularbiologie und der Biotechnologie. Im Mittelpunkt stand dabei seit den ersten Veröffentlichungen stets die Erforschung der komplexen Enzymsysteme für die Biosynthese mikrobieller Naturstoffe, auf Grundlage der genetischen Informationen, welche diese Biosynthesewege im Genom der Bakterien kodieren. Die Heterologe Expression – also die Übertragung von größeren DNA-Abschnitten von einem Bakterium in ein anderes mit dem Ziel den darin kodierten Biosyntheseweg im Zielorganismus funktionsfähig zu erhalten – war dabei das wichtigste Werkzeug. Dieser Ansatz ermöglichte es einerseits, die Rolle bestimmter Enzyme in der Biosynthese durch gezielten Gen-Knockout zu klären, und andererseits den Biosyntheseweg auf genetischer Ebene zu manipulieren, um strukturell veränderte Naturstoffe herzustellen oder deren Ausbeute zu verbessern. In einer frühen Studie diente die Biosynthese des Lipopeptids Myxochromid als biochemisches Modellsystem. Dieses Molekül konnte mittels heterologer Expression im Bakterium Pseudomonas mit gesteigerter Ausbeute gegenüber dem natürlichen myxobakteriellen Produzenten Stigmatella aurantiaca produziert werden – ein früher Erfolg dieser Technologie, der in der Fachliteratur weithin Beachtung fand.
Die Arbeiten von Silke Wenzel spiegeln dabei auch die rapide Weiterentwicklung der Technologien für die DNA-Sequenzierung und -Synthese wieder. So beschäftigen sich die späteren Veröffentlichungen mit der Möglichkeit, Biosynthesewege mittels künstlicher Gene zu konstruieren und Bakterien somit geradezu als biosynthetische „Fabriken“ für die Herstellung wertvoller Naturstoffe zu nutzen. Die von Silke Wenzel erforschten Naturstoff-Moleküle stammen überwiegend aus Myxobakterien und Streptomyceten und zeichnen sich oftmals durch potente biologische Aktivität aus, welche ihnen ein aktuelles Forschungsinteresse – sowie Relevanz für die Suche nach neuen Medikamenten auf Basis von mikrobiellen Naturstoffen – verleiht. Beispiele sind die Antibiotika Bottromycin, Myxopyronin und Griselimycin, das cytostatisch wirkende Epothilon oder das Phytotoxin Coronatin. In einer der letzten publizierten Studien gelang anhand eines synthetischen Biosynthese-Genclusters die Produktion des cyclischen Peptids Argyrin, das  antimikrobielle, anti-tumor und immunosupprimierende Aktivitäten besitzt, mit einer mehr als 20-fach gesteigerten Ausbeute gegenüber dem natürlichen Produzenten Myxococcus xanthus.

## Publikationen
Silke Wenzel veröffentlichte mehr als 40 wissenschaftliche Publikationen, Buchkapitel und Artikel in wissenschaftlichen Zeitschriften. Weiterhin wirkte sie mit an der Erstellung einer Sammlung von Unterrichtsmaterial zum Thema „Antibiotika: Wettlauf mit den Keimen“.

## Werke (Auswahl)

### Buchbeiträge
- Host Organisms: Myxobacterium. Zusammen mit R. Müller. In: Industrial Biotechnology: Microorganisms, Wiley-VCH, 2017, Kapitel 12, S. 453–485. doi:10.1002/9783527807796.ch12
- Antibiotika. Zusammen mit R. Müller. In: Industrielle Mikrobiologie, Springer, 2013, S. 149–178. doi:10.1007/978-3-8274-3040-3
- Myxobacteria – unique microbial secondary metabolite factories. Zusammen mit R. Müller. In: Comprehensive Natural Products II: Chemistry and Biology, Elsevier, 2010, S. 189–222. ISBN 978-0-08-045382-8

### Zeitschriftenartikel
- Chemical synthesis of tripeptide thioesters for the biotechnological incorporation into the myxobacterial secondary metabolite argyrin via mutasynthesis. Zusammen mit David C.B. Siebert et al. Beilstein Journal of Organic Chemistry 2019, 15, 2922–2929. doi:10.3762/bjoc.15.286
- Polyunsaturated fatty acid production by Yarrowia lipolytica employing designed myxobacterial PUFA synthases. Zusammen mit Katja Gemperlein et al. Nature Communications 2019, 10, Article number: 4055. doi:10.1038/s41467-019-12025-8
- Production optimization and biosynthesis revision of corallopyronin A, a potent anti-filarial antibiotic. Zusammen mit D. Pogorevc, F. Panter et al. Metabolic Engineering 2019, 55, S. 201–211. doi:10.1016/j.ymben.2019.07.010
- Biosynthesis and Heterologous Production of Argyrins. Zusammen mit D. Pogorevc, Y. Tang et al. ACS Synthetic Biology 2019, 8 (5),  S. 1121–1133. doi:10.1021/acssynbio.9b00023
- Synthetic biology approaches and combinatorial biosynthesis towards heterologous lipopeptide production. Zusammen mit F. Yan, C. Burgard et al. Chemical Science 2018, 9, S. 7510–7519. doi:10.1039/C8SC02046A
- Heterologous production of myxobacterial α-pyrone antibiotics in Myxococcus xanthus. Zusammen mit H. Sucipto, D. Pogorevc et al. Metabolic Engineering 2017, 44, S. 160–170. doi:10.1016/j.ymben.2017.10.004
- Synthetic biology approaches to establish a heterologous production system for coronatines. Zusammen mit K. Gemperlein, M. Hoffmann et al. Metabolic Engineering 2017, 44, pp. 213–222. doi:10.1016/j.ymben.2017.09.009
- Genomics-Guided Exploitation of Lipopeptide Diversity in Myxobacteria. Zusammen mit C. Burgard, N. Zaburannyi et al. ACS Chemical Biology 2017, 12, S. 779–786. doi:10.1021/acschembio.6b00953
- Biosynthesis of methyl-proline containing griselimycins, natural products with anti-tuberculosis activity. Zusammen mit P. Lukat, Y. Katsuyama et al. Chemical Science 2017, 8, S. 7521–7527. doi:10.1039/c7sc02622f
- Production of the Bengamide Class of Marine Natural Products in Myxobacteria: Biosynthesis and Structure-Activity Relationships. Zusammen mit H. Hoffmann, J. Zhang et al. Angewandte Chemie Int. Ed. Engl. 2015, 54, S. 15560–15564. doi:10.1002/anie.201508277
- In vitro reconstitution of α-pyrone ring formation in myxopyronin biosynthesis. H. Sucipto, J.H. Sahner et al. Chemical science 2015, 6, S. 5076–5085. doi:10.1039/c5sc01013f
- Targeting DnaN for tuberculosis therapy using novel griselimycins. Zusammen mit A. Kling, P. Lukat et al. Science 2015, 348, S. 1106–1112. doi:10.1126/science.aaa4690
- Modular construction of a functional artificial epothilone polyketide pathway. Zusammen mit C. Oßwald, G. Zipf et al. ACS Synthetic Biology 2014, 3, S. 759–772. doi:10.1021/sb300080t
- Synthetic biotechnology to study and engineer ribosomal bottromycin biosynthesis. Zusammen mit L. Huo, S. Rachid et al.  Chemistry & Biology 2012, 19, S. 1278–1287. doi:10.1016/j.chembiol.2012.08.013
- Complete genome sequence of the myxobacterium Sorangium cellulosum. Zusammen mit S. Schneiker, O. Perlova et al. Nature Biotechnology 2007, 25, S. 1281–1289. doi:10.1038/nbt1354
- Nonribosomal peptide biosynthesis: Point mutations and module skipping lead to chemical diversity. Zusammen mit P. Meiser, T.M. Binz et al. Angewandte Chemie Int. Ed. Engl. 2006, 45, S. 2296–2301. doi:10.1002/anie.200503737
- Heterologe Expression von komplexen myxobakteriellen Naturstoff-Biosynthesewegen in Pseudomonaden. Zusammen mit R. Müller. BioSpektrum 2005, 11, S. 628–631. BioSpektrum
- Heterologous expression of a myxobacterial natural products assembly line in pseudomonads via Red/ET recombineering. Zusammen mit F. Gross, Y. Zhang et al. Chemistry & Biology 2005, 12, S. 349–356. doi:10.1016/j.chembiol.2004.12.012